# Bund der Szenografen
Der Bund der Szenografen ist ein deutscher Berufsverband für die Schaffenden der bildenden Theaterkünste. Vertreten werden Bühnen-, Kostüm- und Maskenbildner, Videokünstler und Lichtdesigner für Theater als auch Szenen- und Kostümbildner für Film, Fernsehen und Video sowie Puppengestalter und Puppentheateraustatter.

## Geschichte
Der Verein ging aus der Sektion Szenografie des Verbandes Bildender Künstler der DDR hervor und wurde 1990 als Deutscher Szenografenverband in Berlin (Ost) gegründet. 1993 wurde der Name in Bund der Szenografen e.V. geändert.
Der Bund der Szenografen ist Mitglied des Internationalen Theaterinstitut, in der Allianz der Freien Künste und im Rat für darstellende Kunst und Tanz des Deutschen Kulturrates.
In der Künstlersozialkasse sind zwischen 900 und 1200 Kostüm- und Bühnenbildner versichert, somit sind im Bund der Szenografen mit ungefähr 450 Mitgliedern rund die Hälfte bis ein Drittel der freischaffenden Szenografen vertreten.
Seit Herbst 2021 besteht der Vereinsvorstand aus Philip Bußmann, Mathilde Grebot, Thea Hoffmann-Axthelm, Marlit Mosler, Gregor Sturm, Ralph Zeger und Hanna Zimmermann.